# Fizetőfal
Az interneten a fizetőfal (paywall) funkciója az, hogy bizonyos tartalmakat csak előfizetés ellenében tesz hozzáférhetővé a felhasználók számára. Ilyet alkalmaz számos weboldal, köztük több újság online verziója.
Angliai példák:
- A Financial Times (FT) 2002-ben kezdett pénzt kérni cikkeinek eléréséért.[2] A lap méri az olvasott cikkek számát, és ez alapján számláz olvasóinak; néhány cikket el lehet olvasni ingyen, de a teljes tartalomhoz elő kell fizetni. 2010 áprilisában az FT megszüntette a regisztráció nélküli, ingyenes hozzáférés lehetőségét, azóta minden tartalomhoz be kell jelentkezni. Regisztráció után az ingyen olvasható cikkek olvasottságának mérése havonta újraindul.

- A The Times és a The Sunday Times 2010 nyarán tette fizetőssé online kiadását. Egynapi hozzáférésért 1 fontot kértek el, a heti elérés 2 fontba került.[3][4] 2010 júliusában az új weboldalnak mindössze 15 ezer közvetlen előfizetője volt, további 12,5 ezer pedig egy iPad-alkalmazáson keresztül olvasta a lapot.[5]

- A MoneyWeek befektetési magazin 2005-ben lett fizetős; jelenleg tartalmának 60%-át (címlapsztorik, részletesebb cikkek) az előfizetők számára tartják fenn 1 hónapon keresztül. A lapigazgató szerint készen állnak arra, hogy átvegyék a FT modelljét, amely havonta bizonyos számú cikkhez szabad hozzáférést enged az egész oldalon.[6]

- A News of the World 2010 végén tette fizetőssé weboldalát. A lap azóta csődbe ment.

Amerikai példák:
- A The New York Times (NYT) korábbi előfizetési programja évi 5 ill. havi 8 dollárért engedett hozzáférést a lap archívumához. 2007-ben az előfizetéseken 10 millió dollárt keresett az újság, ám ennél jóval magasabbak lehettek volna a reklámbevételek, ha minden felhasználójuk, aki elért a fizetőfalig, belép az oldalra. 2007-ben a NYT feloldotta az 1980 utáni archívumának fizetősségét, de az 1980 előtti (PDF-formátumú) cikkek ma is fizetősek, bár a legtöbbjük kivonatos formában ingyen is olvasható.[7]

- A The Wall Street Journal az utolsó nagy amerikai újság, amely mindmáig fizetős. Csaknem egymillió fizetős olvasója van online, ami évente kb. 65 millió dollár forgalmat generál.[7][8]

- A Newsday napilap heti 5 dollárt kér weboldalának olvasóitól, de az anyacég, a Cablevision ügyfelei mentesülnek a díjfizetés alól (ez az internetszolgáltató  birtokolja Long Island nagy részén a kábeles jogokat). Negyed évvel a fizetősség bevezetése után, 2010 elején mindössze 35 előfizetőjük volt,[9] ezért év végén eltávolították a fizetőfalat, de 2011-től újra bevezették.

- Az Atlantic Monthly, amely eredetileg szintén fizetős volt, 2008 óta ingyenesen hozzáférhető.[10]

Szlovákia:
A felvidéki SME honlapjának egykori főszerkesztője, Tomás Bella „Piano Media” néven fizetős webhálózatot indított. Ennek keretében a három nagy szlovák napilap: a Hospodárske noviny üzleti lap, a Pravda és az SME politikai napilapok, továbbá a Denník Šport sportújság, a Týždeň hetilap, a TV JOJ magán-tévécsatorna online veziója, a PC Revue nevű IT-magazin, a Medialne.sk gazdasági és a MeToo.sk videoportál az általános híreken (sporthírek, szórakoztató tartalmak, videók, véleményrovatok, archívumok) kívüli tartalmait fizetőfal mögé helyezte, és csak néhány ingyenes hírforrás maradt meg. A fizetős tesztüzem 2011 áprilisában kezdődött meg, májusban élesedett: a felhasználók havi 2,90 vagy heti 1 euró átalánydíj ellenében férhetnek hozzá a tartalmakhoz.

## First click free – Flexible Sampling
A Google 2008-tól működtette a “first click free” („az első kattintás ingyenes”) elnevezésű programját, mely lehetővé tette, hogy a felhasználók a Google-keresőben megtalált fizetős tartalmakat az első továbbkattintásig ingyen olvassák. A kiadók számára ez azért volt előnyös, mert fizetős tartalmakat kínálhattak anélkül, hogy elveszítették volna a keresők felől érkező forgalmukat, a Google számára pedig lehetővé tette a fizetős híroldalak indexelését.
A „First click free” programot a Google 2017–ben megszüntette, helyette „Flexible Samplinget” vezette be. Ennek lényege, hogy a kiadók maguk dönthetik el, hány ingyenes cikket engednek megjelenni a keresőből érkező olvasóknak, vagy akár teljesen le is tilthatják az ingyenes hozzáférést. Így a tartalomszolgáltatók nagyobb kontrollt kaptak a fizetős fal mögött lévő anyagaik felett, miközben a Google továbbra is indexelheti és rangsorolhatja az ilyen tartalmakat a találati listában.

## Kijátszás
A fizetőfal megkerülésére több segédprogram létezik. A Mozilla Firefoxhoz kiadott RefSpoof a hivatkozót (referrer) meghamisítja, mintha a kattintás a Google-ről jönne, ennek köszönhetően több „első ingyenes kattintás”-hivatkozást lehet elérni. Az Internet Explorer környezeti menüjébe ágyazódó BreakthePaywall különböző trükkökre képes, pl. a hivatkozó és a user-agent átírására, valamint a cookie-k („sütik”) célzott törlésére.

## Fordítás
- Ez a szócikk részben vagy egészben a Paywall című angol Wikipédia-szócikk ezen változatának fordításán alapul.  Az eredeti cikk szerkesztőit annak laptörténete sorolja fel. Ez a jelzés csupán a megfogalmazás eredetét és a szerzői jogokat jelzi, nem szolgál a cikkben szereplő információk forrásmegjelöléseként.